# 蒙古华蜗牛
蒙古华蜗牛（学名：Cathaica mongolica）为巴蜗牛科华蜗牛属的动物，是中国的特有物种。分布于北京、河北、陕西、山西、内蒙古等地，生活环境为陆地，常生活于四季牧场、农田、公园和灌木丛中、缓山坡石块下以及潮湿灌木草丛中。